# My Talking Tom
My Talking Tom es una aplicación lanzada por el estudio esloveno Outfit7 en noviembre de 2013. Es similar a Pou y la decimocuarta aplicación de la serie Talking Tom & Friends en general. Una aplicación similar llamada My Talking Angela se lanzó el 3 de diciembre de 2014. Otra aplicación similar llamada My Talking Hank se lanzó en enero de 2017. Una secuela, My Talking Tom 2, fue lanzada en agosto del 2018. Otra aplicación similar llamado My Talking Tom Friends fue lanzado en junio de 2020
El eslogan es Personaliza tu Tom!.
El juego fue conocido por haber publicitado anuncios inapropiados para servicios para adultos. En 2015, la Autoridad de Normas de Publicidad (ASA) del Reino Unido dictaminó que publicidad para un sitio web para adultos fue entregada a menores de edad a través de la aplicación. La ASA señaló que Outfit7 "tenía una política publicitaria estricta" pero que la empresa "no había podido identificar qué red publicitaria había publicado el anuncio".

## Juego
El objetivo del juego es cuidar a un antropomórfico gatito llamado  Tom  (que el jugador puede renombrar opcionalmente). El jugador está invitado a cuidar a "Tom" y ayudarlo a crecer de un gatito bebé a un gato adulto al interactuar con él de diferentes maneras, como alimentarlo, llevarlo al baño, jugar, acariciarlo y llevarlo a su cama para dormir cuando está cansado. Tom puede repetir palabras pronunciadas en el micrófono del dispositivo durante un máximo de 25 segundos utilizando una voz sintetizada. A través de compras en la aplicación, moneda del juego o iniciando sesión en Facebook, hay una opción para viajar por el mundo, y conocer a diferentes Tom. Con la moneda del juego, se pueden comprar diferentes atuendos, máscaras y accesorios para vestir y personalizar a Tom.
El personaje es llamado como el "gato más popular del mundo".

## Premios
- "Mejor juego de iPad: Niños, educación y familia" en los Premios Tabby 2014.[5]
- "Mejor juego para iPad: niños, educación y familia" y "Mejor juego para Android: rompecabezas, cartas y familia".[6]